# Camptotheca acuminata
Camptotheca acuminata Decne., 1873 è una pianta appartenente alla famiglia delle Nyssaceae, endemica della Cina.

## Proprietà
È la principale fonte di camptotecina (CPT), un alcaloide pentaciclico isolato per la prima volta nel 1958 da Monroe E. Wall and Mansukh C. Wani.
La CPT ed i suoi derivati inibiscono la proliferazione delle cellule tumorali grazie alla loro capacità di interagire con gli enzimi eucariotici topoisomerasi, implicati nel rilassamento del DNA superavvolto.
Due derivati semisintetici della CPT, topotecan (abbreviazione: TPT, nome commerciale del farmaco: Hycamtin) e irinotecan (abbreviazione: CPT-11, nome commerciale del farmaco: Camptosar), sono stati approvati dalla FDA (Food and Drug Administration) per il trattamento del tumore ovarico, del cancro polmonare a piccole cellule e per il cancro del colon-retto refrattario.
Un altro derivato della CPT, 9-NitroCPT, è attualmente in attesa dell'approvazione della FDA per la cura del tumore pancreatico.
Numerosi altri derivati della CPT sono in fase di sperimentazione clinica.